# Muharrem Erbey
Muharrem Erbey, född 1969 i Diyarbakır, är en kurdisk (turkisk) författare och jurist.
Erbey är en förkämpe för fredliga metoder i kampen för kurdernas rättigheter i Turkiet och har länge drivit den ideella organisationen IHD, som erbjudit juridisk hjälp till utsatta personer som behövt råd och stöd. Han har gett ut noveller och barnböcker och arbetat för att kurder som sitter i turkiska fängelser ska ha tillgång till böcker på kurdiska.
På julafton 2009 fängslades Erbey, tillsammans med hundratals andra politiskt och kulturellt aktiva kurder. Han satt sedan i fängelse i fyra år utan rättegång; bland anklagelserna mot honom var att han medverkat i ett seminarium i Sveriges riksdag, där han ska ha "smutskastat" den turkiska staten. I fängelset skrev han sin första roman.
Erbey valdes 2010 till hedersmedlem i Svenska PEN. Under tiden i turkiskt fängelse har han medverkat med texter i Dagens Nyheter och Svenska PEN:s Dissidentbloggen. Han frisläpptes i april 2014, efter över fyra år i fängelse utan dom. Samma år tilldelades han Tucholskypriset.